# Etta Federn-Kohlhaas
Etta Federn-Kohlhaas (* 28. April 1883 in Wien; † 9. Mai 1951 in Paris) hieß eigentlich Marietta Federn und war eine österreichische Schriftstellerin, Übersetzerin und anarchosyndikalistische Aktivistin sowie Mitglied der französischen Résistance. Sie publizierte auch als Etta Kirmsse oder Esperanza und gilt als frühe und bedeutende Publizistin in dem Umfeld.

## Herkunft und Familie
Marietta Federn stammte aus einer ursprünglich Prager assimilierten jüdischen Familie in Wien, ihre Mutter war die Frauenrechtlerin Ernestine Federn (geb. Spitzer) und ihr Vater war Josef Salomon Federn (1831–1920), ein Vorreiter der Blutdruckmessung in der Inneren Medizin. Ihre Brüder waren Paul Federn, Walther Federn, Karl Federn sowie Robert Federn. Ihre Schwester, Else Federn, war Vereinsfunktionärin des Vereins Wiener Settlement. Ernst Federn und Klaus Federn waren ihre Neffen.
In erster Ehe war sie verheiratet mit Max Kirmsse, bekannt als Historiker der Sonderpädagogik/Heilpädagogik und für seine bibliothekarische Sammlung. Ihr zweiter Mann war der Illustrator Peter Paul Kohlhaas. Sie hatte zwei Söhne, Hans und Michael.

## Leben
Etta Federn besuchte die Höhere Töchterschule und das Mädchengymnasium in Wien, legte die Matura ab und studierte danach Griechisch, Literaturgeschichte und Germanistik in Wien. Nach einem Bruch mit ihrer Familie setzte sie ihr Studium in Berlin fort und promovierte zum Dr. phil., mit einer Arbeit über Faust. Sie arbeitete außerdem als Privatlehrerin und Übersetzerin aus dem Französischen, Jiddischen, Dänischen, Russischen und Englischen, auch nach ihrer 1916 erfolgten Heirat. Für das Berliner Tageblatt war sie als Literaturkritikerin tätig.
Während der 1920er Jahre schloss sich Federn einem Kreis von Anarchisten an, zu welchem unter anderem Rudolf Rocker, Mollie Steimer, Senya Fleshin, Emma Goldman und Milly Witkop gehörten. Dabei wurde Rocker zu einem engen Freund.
Nach dem Erscheinen ihrer Biographie über Walther Rathenau wurde sie von rechten Kreisen angefeindet, erhielt Morddrohungen und ging 1932 mit ihren Kindern nach Spanien.
In Barcelona schloss sich Federn der feministisch-anarchistischen Bewegung Mujeres Libres an. Nachdem sie Spanisch gelernt hatte, unterrichtete sie dort im Kulturzentrum der anarchosyndikalistischen Frauenbewegung von Barcelona Literatur, Sprache und Pädagogik.
Im Jahre 1938 ging sie wegen der zunehmenden Bombardierungen Barcelonas infolge des Spanischen Bürgerkrieges nach Frankreich. Sie bemühte sich erfolglos um eine Ausreise in die USA, arbeitete als Übersetzerin und Verteilerin illegaler Schriften in der Résistance mit und lebte von 1940 bis Kriegsende versteckt in einem Kloster nahe Lyon. Weil ihr ältester Sohn als Résistance-Mitglied in einem Gefecht 1944 getötet worden war, erhielt sie die französische Staatsbürgerschaft.

## Schriften (Auswahl)
- 1915: Zwischen den Armeen (Erzählungen)
- 1916: Christiane von Goethe. Ein Beitrag zur Psychologie Goethes (Digitalisat).
- 1917: Das Bild des Weibes, geschaut von Mann und Frau
- 1920: Friedrich Hebbel (Digitalisat).
- 1922: Goethe. Sein Leben der reiferen Jugend erzählt
- 1923: Dante. Ein Erlebnis für werdende Menschen
- 1925: Ein Sonnenjahr
- 1927: Goethes Faust
- 1927: Walther Rathenau. Sein Leben und Wirken
- 1938: Mujeres de las revoluciones (deutsche Übersetzung: Revolutionär auf ihre Art. Zwölf Skizzen unkonventioneller Frauen. Herausgegeben, mit einem Nachwort und übersetzt von Marianne Kröger, Gießen: Psychosozial Verlag, 1997; enthält Lebensporträts von Emmeline Pankhurst, Lily Braun, Angelika Balabanoff, Vera Figner, Ellen Key, Isadora Duncan und anderen)

als Herausgeberin und Übersetzerin
- 1909: H. C. Andersen: Gesammelte Märchen und Geschichten, 4 Bände (aus dem Dänischen)
- 1910: Herman Bang: Gedichte (aus dem Dänischen)
- 1925: Alexandra Kollontai: Wege der Liebe (aus dem Russischen)
- 1928: Samuel Lewin: Gesichte (aus dem Jiddischen)
- 1931: Abraham Nochem Stenzel: Fischerdorf (aus dem Jiddischen)
- 1935: Anakreon (erschienen Barcelona 1935) (aus dem Altgriechischen)